# Catherine Bouroche
Catherine Bouroche (Casteljaloux, Lot y Garona; 12 de mayo de 1942-11 de diciembre de 2015) fue una escultora francesa. 

## Datos biográficos
En 1965 se diplomó en la Escuela nacional superior de artes aplicadas y oficios artísticos de París.
Tres años más tarde, en 1968, se instaló en su taller de la rue Pradier en el XIX Distrito de París.
A partir de 1975 comenzó a producir obras en resina de poliéster. 
Desde 1975 a 1977 realizó obras monumentales para diferentes establecimientos escolares. 
A partir de 1992 comenzó a producir piezas con plexiglás. Ese mismo año comenzaron sus trabajos sobre las nubes.
Desde 1970 a 2009 presentó sus obras en diversos salones: el de Jóvenes escultores, el Salon de Mai de París, Salón de Montrouge, Mayores y jóvenes de hoy, con el Groupe 109.
A partir de 2003 trabaja como profesora y posteriormente fue nombrada jefe de taller en los Ateliers du Carrousel, dependiente del Museo de artes decorativas en París. También desde 2003 fue profesora de la Escuela superior de artes gráficas Penninghen en París.